# 克里斯蒂安·布隆克
克里斯蒂安·布隆克（德語：Christian Blunck，1968年6月28日—），德国男子曲棍球运动员。他曾代表德国参加1992年和1996年夏季奥林匹克运动会曲棍球比赛，其中1992年奥运会获得一枚金牌。